# Grimsö

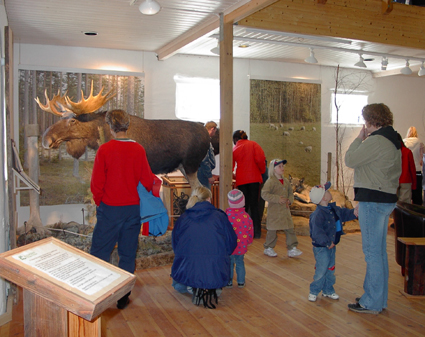
Interiör från utställningen "Naturligtvis" på Grimsö

Grimsö är en forskningsstation och en skogsegendom i den nordöstra delen av Lindesbergs kommun i Västmanland. Den tillhör Sveriges lantbruksuniversitet (SLU).

## Historik
Grimsö järnbruk vid sjön Sörmogen var i drift 1636–1851. Grimsö herrgård uppfördes i slutet av 1800-talet av Lukas Heijkenskjöld, som fick egendomen av sin far, brukspatron på Gammelbo.
Grimsö forskningsstation grundades 1974 på Grimsö herrgård via en donation från byggmästare Olle Engkvist som en ekologisk fältstation med Naturvårdsverket som huvudman. Syftet var att skapa ett område för forskning om djur i den brukade svenska skogen. Grimsö ligger på gränsen mellan slätt- och skogsbygd, vilket är intressant för forskningen. Dessutom var det staten (Domänverket) som ägde området. Sedan 1992 ligger Grimsö under Sveriges lantbruksuniversitet.

## Verksamhet
Idag arbetar ett 50-tal personer på Grimsö, varav två professorer, ett 20-tal forskare, doktorander, mastersstudenter, fältassistenter, administrativ och teknisk personal. Forskarna är samlade inom ämnet viltekologi på institutionen för ekologi vid Sveriges lantbruksuniversitet. 
Förutom kontorsbyggnader och olika laboratorier förfogar Grimsö även över ett 13 000 ha stort forskningsområde. Grimsö finansieras genom statsanslag, forskningsanslag, konsultuppdrag samt bidrag från stiftelser och fonder.  

## Forskning
Forskningen på Grimsö forskningsstation ger vetenskapligt underlag till den svenska förvaltningen av vilda djur och fåglar. För detta krävs information om hur djuren lever, var i Sverige de finns, genetiska studier med mera.Forskarna studerar också människors attityder till rovdjur och vad man kan göra för att minska konflikter mellan människor och vilt. 

## Viltövervakning
Inom viltövervakningen följs framförallt däggdjur och fåglar. Många av inventeringarna startade under 1970-talet. Dessa långa tidsserier är viktiga både för forskning och förvaltning.
Det handlar bland annat om: 
• Hur stora populationerna av olika arter är. 
• Kroppsmått, vikt och vävnadsprover. 
• Hur de lyckas med sin fortplantning, t.ex. räknar vi ägg och ungar hos starar. 
• Fenologi – t.ex. hur växter utvecklas över året eller när flyttfåglar återvänder. 
SLU Grimsö forskningsstation ingår i SITES som är en nationellt samordnad infrastruktur för fältforskning på land och i vatten. Det innebär att forskare och andra har möjlighet att använda Grimsö forskningsstation och forskningsområdet samt de data som samlas in via viltövervakningen

## SLU Viltskadecenter
På Grimsö finns också SLU Viltskadecenter, som är ett nationellt kunskapscenter som utbildar och informerar om skador orsakade av fredat vilt och hur man förebygger dom. 

## Bildgalleri

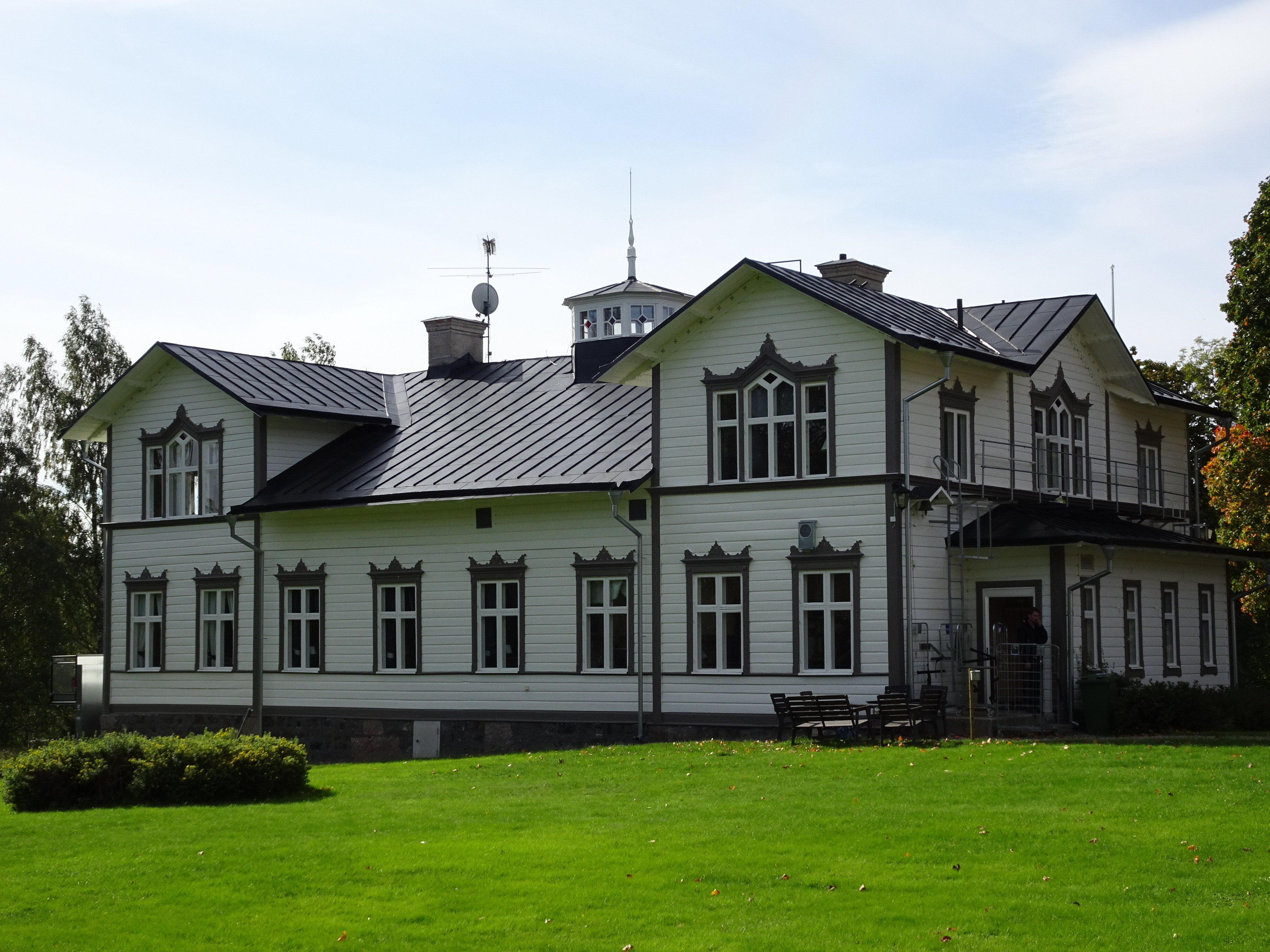
Grimsö herrgård
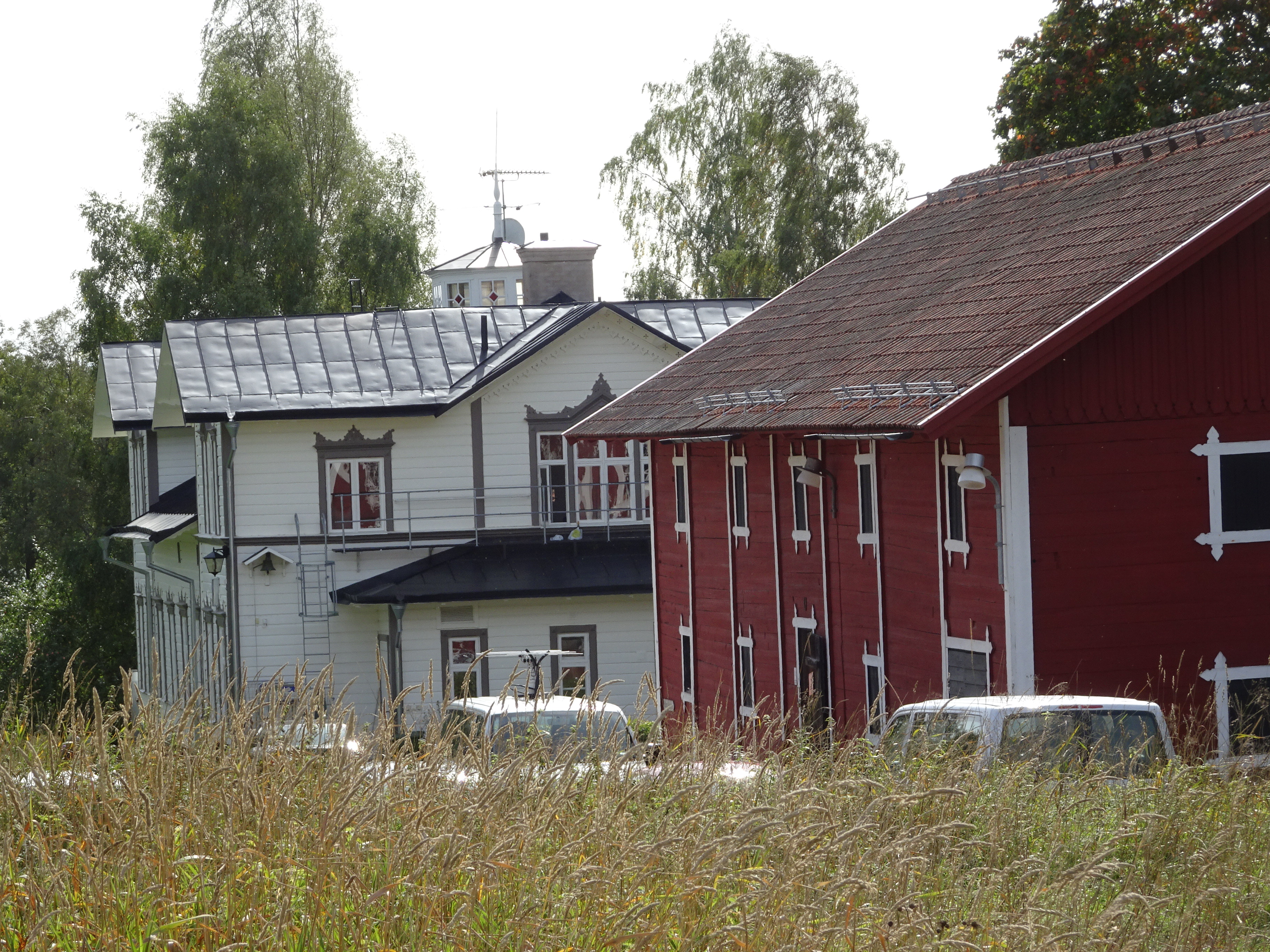
Grimsö